# つり具のまるきん
つり具のまるきん（つりぐのまるきん）は、日本の釣具・アウトドア用品販売店。1975年に佐賀県伊万里市で創業された。伊万里本店を含む3店舗を九州北部に展開している。

## 概要
地域密着型の店舗運営を特徴とし、豊富な品揃えや専門的な知識を持つスタッフによるサービスで知られている。また、釣りイベントや釣果情報の提供を通じて地域の釣り文化の発展に貢献している。
加えて、釣具の製造部門である関連会社「キザクラ」を運営しており、自社ブランドのウキやルアーなどの製品開発・販売を手がけている。
2025年現在、佐賀県伊万里市の伊万里本店、福岡県糸島市の糸島店、長崎県平戸市の平戸店の3店舗体制で事業を展開している。
さらに、佐賀県が推進する「森川海人っプロジェクト」に協定企業として参加し、地域の森林づくりや環境保全活動にも取り組んでいる。

## 沿革
- 1975年 - 佐賀県伊万里市にて創業。
- 福岡県糸島市に糸島店を開設。
- 長崎県平戸市に平戸店を開設。
- 2025年 - 佐賀県佐賀市の店舗を閉店。

## メディア掲載
- 佐賀新聞による報道記事[4][5][6][7]。
- サガテレビによる報道と特集[8][9]。
- NHK佐賀による特集[10]。
- 伊万里ケーブルテレビの地域情報番組[11]。